# Nils-Erik Lyberg
Nils Erik Einar "Nisse" Lyberg, född 5 juli 1944, död 13 oktober 2012 i Helsingborg, var en svensk reklamman.
Innan han kom till reklamen drev Lyberg under en tid en skobutik och arbetade senare med detaljhandel hos Ica.
Lyberg kom till Ted Bates AB i Helsingborg 1970 när han anställdes som ansvarig för byråns sektion för detaljhandelsinformation (även kallad Dinfo). År 1974 utsågs han till chef för Ted Bates Stockholmsbyrå. År 1980 blev han vd och koncernchef för Ted Bates AB.
Lyberg lämnade Bates 1986 för att starta Lyberg & Co. År 1989 var han medgrundare till reklambyrån Stenström & Co som han senare helt skulle övergå till. År 1995 blev han vd för Stenström & Co. Han lämnade vd-posten den 1 september 2001 men stannade på byrån.
Bland de kunder Lyberg fick arbeta med på Bates fanns Marabou och Svenska Smör (Svenskt smör, Bregott med flera). Han skulle senare ta med dessa till Lyberg & Co. För Svenska Smör var han projektledare i över trettio år, bland annat som ursprunglig och långvarig projektledare för reklamkonceptet Bregottfabriken från 1995 och framåt. Han var även ansvarig för livsmedelsbranschens samlingskampanj "Ät, drick och var glad!" som pågick från 1985.
Lyberg var åter bosatt i Skåne från år 2001. Han ägde herrgården Balderup 2001–2005. Han begravdes på Brunnby kyrkogård.